# امتالا
امتالا (به انگلیسی: Amtala) یک منطقهٔ مسکونی در هند است که در بنگال غربی واقع شده‌است.

## خصوصیات
امتالا ۷٬۵۹۹ نفر جمعیت دارد و ۱۶ متر بالاتر از سطح دریا واقع شده‌است.